# R Muscae
Désignations
R Muscae (en abrégé R Mus) est une étoile variable jaune-blanc de la constellation australe de la Mouche. Elle a une magnitude apparente visuelle moyenne de 6,31, ce qui est proche de la limite de visibilité à l'œil nu. Sa distance à la Terre, déterminée à partir de sa parallaxe annuelle de 1,07 mas, est d'environ ∼ 3 060 a.l. (∼ 938 pc).
R Muscae est une étoile supergéante jaune dont le type spectral varie entre F7 Ib et G2. C'est une variable céphéide classique variant entre les magnitudes apparentes 5,93 et 6,73 sur une période de 7,51 jours.
Elle a été suspectée posséder un compagnon détectable, mais cette découverte a été ensuite contestée. Le satellite Gaia et le télescope spatial Hubble ont finalement permis de confirmer qu'il existait bel et bien un compagnon, qui est une étoile de quinzième magnitude distante de 7 secondes d'arc,. Il existe également une source de rayons X avec une luminosité de 6,3.1029 erg s−1 située à une séparation angulaire de 1,9 seconde d'arc de R Muscae.